# Bisexualitet

Den bisexuella prideflaggan

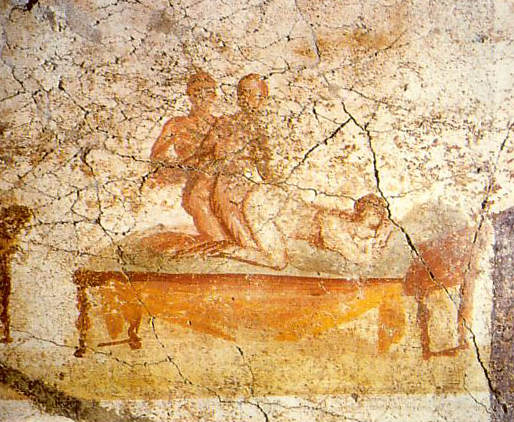
Väggmålning i Pompeji från ca 79 f.Kr., föreställande två män och en kvinna som har samlag.

Bisexualitet är en sexuell läggning där personen i fråga kan känna sexuell och romantisk attraktion till både män och kvinnor, eller till mer än ett kön. Det kan också innebära en romantisk eller sexuell attraktion till en person oavsett dennes kön, vilket också är känt som pansexualitet.
Begreppet bisexualitet används främst i samband med mänsklig attraktion för att beteckna romantiska eller sexuella känslor för både män och kvinnor och läggningen är en av de tre huvudindelningarna av sexuella läggningar tillsammans med heterosexualitet och homosexualitet. En bisexuell person känner nödvändigtvis inte liknande sexuell attraktion till båda könen; ofta identifierar sig personer som har en tydlig men inte exklusiv sexuell preferens för det ena könet framför det andra också som bisexuella.
Vetenskapen känner inte till den exakta orsaken till olika sexuella läggningar, men de teoretiserar att det orsakas av ett komplext samspel mellan genetiska, hormonella och miljömässiga faktorer, och ser det inte som ett val. Även om ingen enskild teori om orsaken till sexuell läggning ännu har vunnit brett stöd, föredrar forskare biologiskt baserade teorier. Det finns betydligt fler belägg för icke-sociala, biologiska orsaker till sexuell läggning än för sociala, särskilt för män. 
Bisexualitet har observerats i olika mänskliga samhällen, liksom på andra håll i djurriket, under historisk tid. Termen bisexualitet, liksom termerna hetero- och homosexualitet, myntades på 1900-talet av Charles Gilbert Chaddock.

## Definitioner
Det finns olika definitioner av vad bisexualitet är. Definitionen har även förändrats över tid. Tidigare var definitionen en person som känner sexuell och/eller emotionell attraktion till män och kvinnor därav "bi". Begreppet "partybi" kan syfta på heterosexuella som i ett särskilt sammanhang är öppna för testa sexuell samvaro med personer av samma kön.
Statens folkhälsoinstitut definierar bisexuella som personer som aktivt praktiserar bisexualitet[källa behövs], medan RFSL, som är den största organisationen för homosexuella, bisexuella samt transpersoner i Sverige, menar att definitionen av den som är bisexuell måste utgå från hur personen själv identifierar sig. RFSL Ungdom definierar bisexualitet som "En person som kan bli attraherad av, kär i och/eller kåt på personer av samma kön som en själv och med annat kön än en själv." En del bisexuella har sexuella relationer med personer oavsett kön, men blir bara kära i personer av ett visst kön. För andra kan det vara tvärtom. En annan definition är att inskränka det till att enbart gälla sexuell attraktion, detta kan även kallas att en person är bisexuell men heteroromantisk.

## Demografi
Bisexualitet definieras på olika sätt som romantisk eller sexuell attraktion till både män och kvinnor, till mer än ett kön, eller attraktion till både personer av samma kön och olika kön. American Psychological Association anger att "sexuell läggning faller längs ett kontinuum. Med andra ord behöver någon inte vara uteslutande homosexuell eller heterosexuell, utan kan känna varierande grader av båda. Sexuell läggning utvecklas under en persons livstid - olika människor inser vid olika tidpunkter i sina liv att de är heterosexuella, bisexuella eller homosexuella." Attraktion kan ta sig många olika uttryck för bisexuella, såsom sexuell, romantisk, känslomässig eller fysisk.
Sexuell attraktion, beteende och identitet kan också vara inkongruenta, eftersom sexuell attraktion eller beteende inte nödvändigtvis överensstämmer med identiteten. Vissa personer identifierar sig som heterosexuella, homosexuella eller bisexuella utan att ha haft någon sexuell erfarenhet. Andra har haft homosexuella erfarenheter men anser sig inte vara bögar, lesbiska eller bisexuella. På samma sätt kan personer som identifierar sig som homosexuella eller lesbiska ibland ha sexuellt umgänge med personer av motsatt kön, men identifierar sig inte som bisexuella. Termerna queer, polysexuell, heteroflexibel, homoflexibel, män som har sex med män och kvinnor som har sex med kvinnor kan också användas för att beskriva sexuell identitet eller identifiera sexuellt beteende.
Det är svårt att få en exakt siffra på hur många människor som är bisexuella. Olika undersökningar visar olika resultat. Enligt Janus rapport från 1993 ansåg sig 5 procent av männen och 3 procent av kvinnorna vara bisexuella. Enligt Mosher, Chandra och Jones rapport från 2005 ansåg sig 1,8 procent av männen och 2,8 procent av kvinnorna vara bisexuella. Enligt en sammanställning av Folkhälsomyndigheten så varierar andelen bisexuella i Sverige mellan 2 och 3 procent, och för yngre åldrar är det ca 4-6 procent.

## Psykisk ohälsa och krav på satsningar
Forskning har visat att många bisexuella mår mentalt dåligt i dagens samhälle, och de lider i större utsträckning än heterosexuella av depression och ångest.